# Reut Alush
Reut Alush (Hebreeuws: רעות אלוש) (Kirjat Bialik, 26 november 1990) is een Israëlische toneel- en televisieactrice.
Alush heeft Tunesische en Jemenitische wortels. Als kind speelde ze toneel op school en op de middelbare school had ze een filmvak. Haar militaire dienst vervulde ze als luitenant bij de Israëlische luchtmacht. Alush volgde haar driejarige toneelopleiding aan de Yoram Loewenstein Performing Arts Studio in Tel Aviv. Haar broer, Aviv Alush, acteert ook. Als televisieactrice debuteerde ze in het in 2016 verschenen Charlie Golf One. De misdaadserie Blackspace, waarin Alush een hoofdrol heeft, was te zien op Netflix en NPO Plus.

## Filmografie
- 2016: Charlie Golf One - als Shirli (15 afleveringen)
- 2017: Metim LeRega - als Alice (2 afleveringen)
- 2018: The stylist - als Arbel (1 aflevering)

- 2019-2020: HaTachana - als Noam (7 afleveringen)
- 2020: Hinuma
- 2020-2024: Blackspace - als Morag Shmuel (14 afleveringen)